# 平野義明
平野 義明（ひらの よしあき、1964年 - ）は、日本の化学者。関西大学化学生命工学部化学・物質工学科教授。工学博士。日本バイオマテリアル学会評議員。
専門は、高分子化学、ペプチド化学、バイオマテリアル（生体材料化学）。

## 略歴
1987年大阪工業大学工学部応用化学科卒業。1989年同大学大学院工学研究科応用化学専攻修士課程修了。1992年同大学院工学研究科応用化学専攻博士課程修了、工学博士（大阪工業大学）。1998年大阪工業大学工学部応用化学科助教授。その後、ミシガン大学客員助教授・博士研究員を経て、2007年大阪工業大学工学部応用化学科准教授。
2008年関西大学化学生命工学部化学・物質工学科教授。2012年10月から2016年9月まで、同大学産学連携センター長・知財センター長（兼任）。2018年10月より、同大学化学生命工学部副学部長。

## 受賞歴
日本バイオマテリアル学会科学奨励賞（1996）、2nd Asian Biomaterials Congress Best Poster Award（2009）、Advanced Materials Letters Scientist Award（2013）など受賞。